# 플루리다역
플루리다역(카탈루냐어: Florida)은 바르셀로나 지하철 1호선의 역이다. 바르셀로나 도시권에 속하는 루스피탈레트데류브레가트 시에 위치해 있으며, 역명은 인근의 라플루리다 지역에서 따왔다.
카탈루냐 대로 (Avinguda Catalunya)에서 세라발스 로 (Carrer Ceravalls)와 미모세스 로 (Carrer Mimoses)와의 교차로에 위치해 있다. 블록스 플루리다 광장과 마즈노우 대로에 출입국가 각각 두 개씩 나 있다. 대합실은 지하에 위치해 있으며 그 아래층에 96m 길이의 섬식 승강장 두 개 구조로 되어 있다.
1987년 1호선이 토라사 역에서 아빙구다 카릴레트 역까지 연장되면서 처음으로 문을 열었다.